# Kanton Beaupréau
Kanton Beaupréau (fr. Canton de Beaupréau) je francouzský kanton v departementu Maine-et-Loire v regionu Pays de la Loire. Tvoří ho 12 obcí.

## Obce kantonu
- Beaupréau
- Andrezé
- Bégrolles-en-Mauges
- La Chapelle-du-Genêt
- Gesté
- Jallais
- La Jubaudière
- Le May-sur-Èvre
- Le Pin-en-Mauges
- La Poitevinière
- Saint-Philbert-en-Mauges
- Villedieu-la-Blouère